# Německý ovčák
Německý ovčák (lidově též vlčák, německy Deutscher Schäferhund, anglicky German Shepherd) je německé psí plemeno, jedno z nejrozšířenějších na světě a též nejrozšířenější služební plemeno. Bývá uváděno i jako jedno z nejinteligentnějších. Díky své všestrannosti a přizpůsobivosti je využitelné v mnoha odvětvích kynologie.
Německý ovčák vznikl v Německu v 19. století. Ovčáčtí psi podobné tělesné konstituce zde sice žili již dříve, nicméně snahy o sjednocení exteriéru se začaly objevovat až ve druhé polovině 19. století. O šlechtění a rozvoj plemene se přičinil například rytmistr Max Emil Friedrich von Stephanitz, který propagoval tyto psy mezi vojáky i policií a společně se svým spolupracovníkem Arthurem Meyerem sepsal první standard. Ten byl schválen roku 1899 a nedlouho poté se německý ovčák začal rozšiřovat i do Česka, kde je známý pod lidovým názvem vlčák nebo zkratkou NO. Od roku 1924 je uznaný United Kennel Clubem (UKC), od roku 1955 pak i Mezinárodní kynologickou federací (FCI).
Je známý svojí věrností, inteligencí a vyrovnaností. Hodí se do rodin s dětmi a vychází i s jinými domácími zvířaty nebo psy. Navíc se jedná o dobrého hlídače. Základní výcvik a výchova jsou nutností, stejně tak dostatek pohybu a aktivit. Srst, která líná dvakrát ročně, není náročná na péči.

## Historie

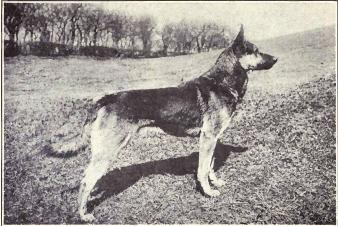
Německý ovčák v roce 1915

### Původ

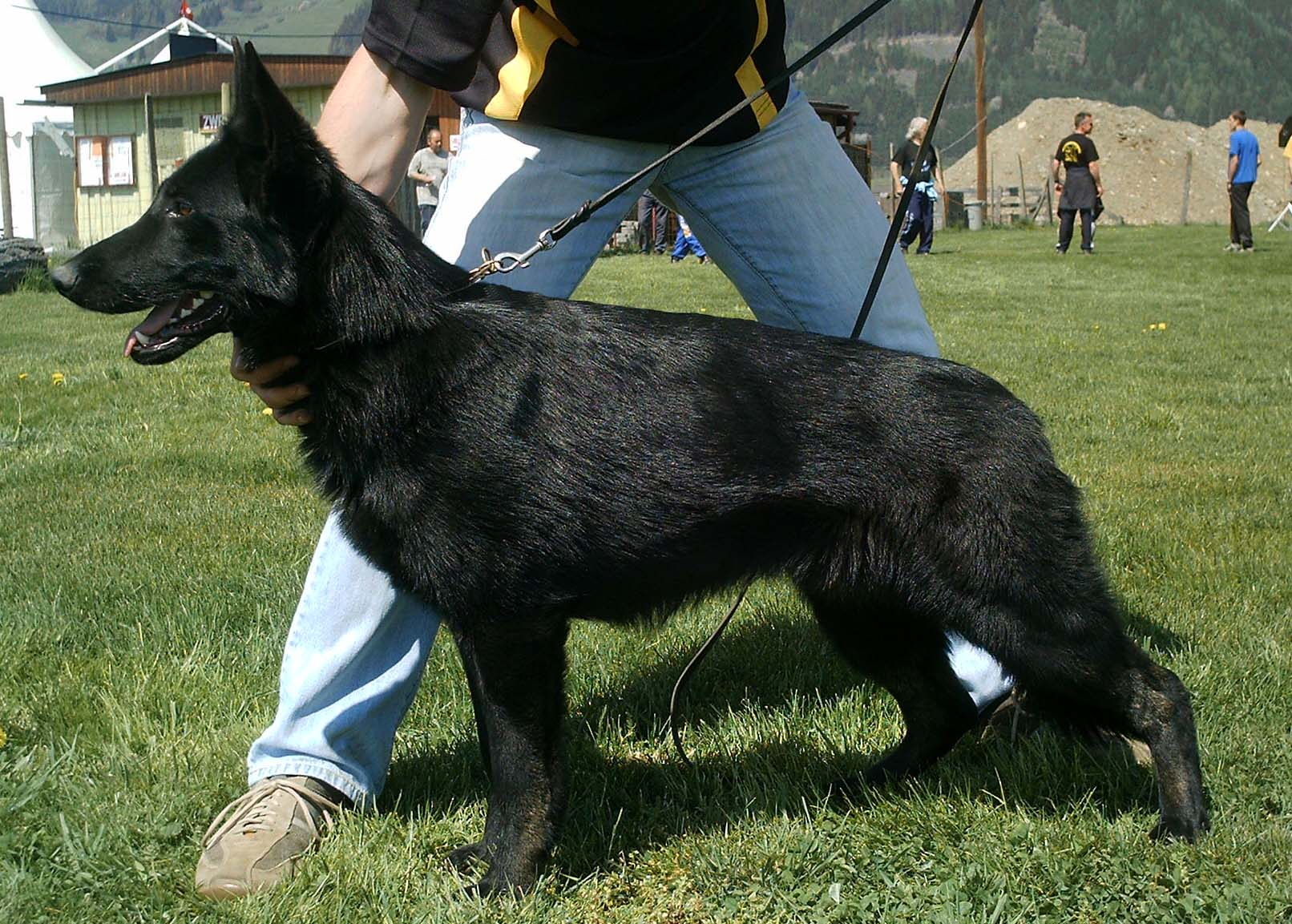
Černě zbarvený dospělý jedinec

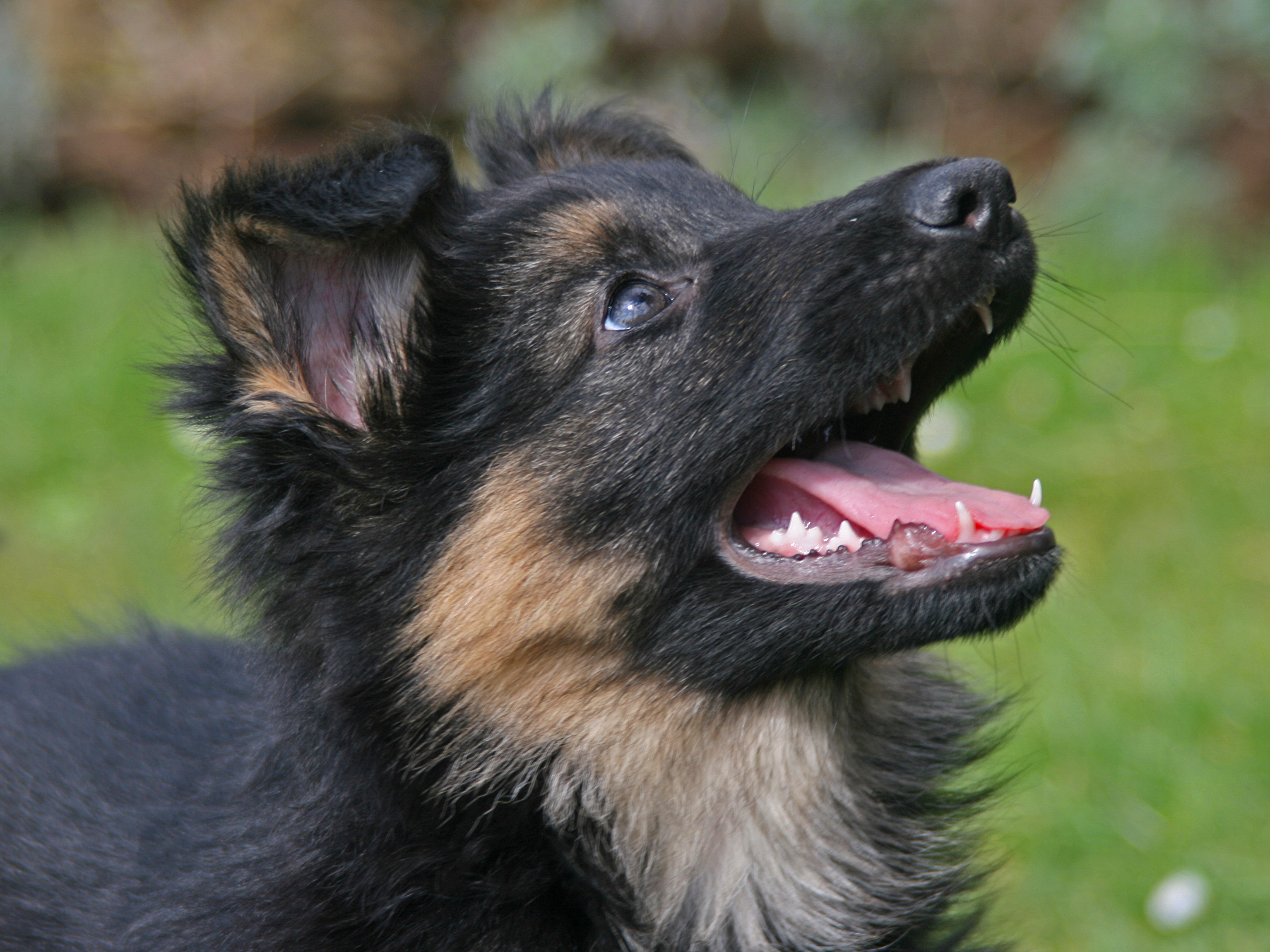
Osmitýdenní štěně

Chov ovčáckých psů v Německu má poměrně dlouhou tradici: již v šestém století existoval zákon, který za zabití ovčáckého psa viníka tvrdě trestal. Tito psi byli ale stavěni pro obranu i před většími predátory jako jsou medvědi či rysové, byli tedy poměrně větší a mohutnější než pozdější ovčáčtí psi.
Pozdější ovčáčtí psi již nemuseli čelit velkým šelmám, které byly většinou vyhubeny; jejich úkolem bylo udržet stádo ve vymezeném prostoru. V Německu žilo mnoho takových psů, kteří se ale lišili stavbou těla, délkou srsti i zbarvením. Württemberští psi byli štíhlejší, naopak psi ze severního a středního Německa vynikali spíše mohutností. Během 19. století zájem o tyto psy začal narůstat a brzy poté se začaly objevovat i první snahy o ustálení typu. To si dala za cíl organizace Phylax, kterou založila v prosinci 1891 skupina nadšenců. Již roku 1894 ale ukončila svoji činnost kvůli rozdílným názorům členů: část zastávala názor, že by němečtí ovčáci měli být čistě pracovní, část chtěla zušlechťovat i exteriér. Kříženi byli krátkosrstí, dlouhosrstí i ostnosrstí psi především z Durynska, Bavorska a Württemberska. Údajně měli být kříženi s vlky, nicméně v tomto experimentu se nepokračovalo kvůli problematické povaze vyšlechtěných jedinců.
Roku 1882 byl v Hannoveru vystaven první německý ovčák, paradoxně se jednalo o psa bílého zbarvení, které současný standard nepovoluje. Jeho majitelem byl baron von Knigge, který vlastnil několik podobných německých ovčáků se vzpřímenýma ušima.

### Formování plemene
Za jednoho z prvních německých ovčáků dnešního typu je považován potomek von Kniggových psů Hektor, později „Horand von Grafrath“. Toho odkoupil kynolog a rytmistr Max Emil Friedrich von Stephanitz, který v roce 1899 založil klub Der Verein für Deustche Schäferhunde (česky Klub německých ovčáků, zkratkou uváděn i jako SV) a snažil se o vytvoření ideálního ovčáckého psa. Horand měřil v kohoutku 60 cm, měl krátkou srst, vzpřímené uši a tmavé zbarvení. Také byl prvním jedincem zapsaným do plemenné knihy. Měl mnoho úspěšných potomků, mezi nimi i psa jménem Hektor von Schwaben. Samotný Hektor, který se narodil v lednu 1898, měl 141 potomků, mnoho z nich ze silně příbuzenské plemenitby. V začátcích chovu byl významným plemeníkem, ačkoliv nikdy nedosáhl velkých úspěchů na výstavách. Na rozdíl od svého otce a všech tehdejších psů měl lépe úhlenou záď.
V září 1899 spolek SV ve Frankfurtu schválil první standard, který připravil von Stephanitz se svým spolupracovníkem Arthurem Meyerem. V té době měl klub pouhých 31 členů, v roce 1912 to bylo již 3500.
Von Stephanitz nebyl pro chov německých ovčáků významný jen díky založení klubu a vytvoření standardu, ale především byl velkým propagátorem plemene nejen mezi lidem, ale také v armádě a u policie. V listopadu 1901 vydal spis, ve kterém německé ovčáky prosazoval a doporučoval pro pracovní nasazení. Jeho snahy ale zaznamenaly spíše chladný ohlas: německá armáda dále preferovala erdelteriéry a mezi lidmi byly na vzestupu spíše border kolie. Větší průlom přišel až okolo roku 1908, kdy začala tyto psy hojně využívat policie. V roce 1914 se přidala i armáda, která pro první světovou válku vycvičila asi dvacet tisíc psů, z nichž většina byli němečtí ovčáci. Německé ovčáky využívali pro tahání nosítek, nošení zpráv a strážení, mimo toho ale byli i oblíbenými maskoty Schutzstaffel (SS).
První světová válka a následný odpor k Německu vedli i k přejmenování plemene britským Kennel Clubem (KC) z německého ovčáka na alsaského vlčáka (Alsatian Wolf Dog), které se používalo v Česku přeložené jako alsaský ovčák nebo alsaský vlčák. K původnímu názvu se klub navrátil po naléhání chovatelů až v roce 1977. Označení vlčák se v češtině používalo i kvůli podobnosti s vlky.
Plemeno začalo rychle nabývat na popularitě a šířilo se nejen po Evropě: například již v roce 1913 byl založen americký spolek German Shepherd Dog Club of America. V Českých zemích se první jedinci objevili pravděpodobně v roce 1905. Stalo se tak při příležitosti výstavy v Praze, které se zúčastnil i Horand von Grafrath a jeho dva potomci. V roce 1912 byla v Brně založena Pobočka rakouského spolku pro chov německého ovčáka a po první světové válce zde měl sídlo i první založený klub chovatelů. Populace v Česku zaznamenala ale velký narůst až v 60. letech, kdy vzniklo mnoho chovatelských stanic.
Mezi lety 1936 a 1938 probíhalo další zušlechťování, které mělo zlepšit exteriér německých ovčáků, místo toho ale přineslo kratší končetiny a příliš dlouhou svažující se záď. Již tehdy se objevovaly snahy o zlepšení situace křížením, některé problémy ale přetrvávají do současnosti. Poté přišla druhá světová válka, během které byli tito psi hojně využívání nejen Němci, ale nasadili je i Američané. Celkem 15 psích čet bylo vycvičeno ve výcvikových táborech K9, sedm z nich zamířilo do Evropy a osm do Pacifiku. Po skončení války ale nebyl vojenský výcvik psů již tolik potřebný, takže většina amerických psích jednotek byla zrušena. Například korejské války se zúčastnila jedna jediná. Německé ovčáky zpočátku Američané nasadili ve válce v Vietnamu jako strážní psy u leteckých sil. Když válka začala eskalovat, pěchota je začala využívat spíše jako průzkumníky.
Od roku 1953 hlídali němečtí ovčáci i české pohraničí a byli zde též pro tento účel nejvyužívanějším plemenem. Toho roku byla v Prackovicích nad Labem založena chovatelská stanice Z Pohraniční stráže, která ovčáky cvičila speciálně pro ochranu tehdejších hranic. Mimo ně ale cvičila i bígly, bloodhoundy, labradorské retrívry nebo dobrmany. Její provoz byl ukončen v roce 2011, nicméně v roce 2018 byla znovuotevřena. Od roku 1962 fungovala navíc i chovatelská stanice v Domažlicích, která cvičila pro policejní službu německé ovčáky a belgické malinoise. Definitivně byla zrušena z důvod špatných podmínek v roce 2018.
Od roku 1990 funguje v Česku současný hlavní zastřešující spolek: Český klub německých ovčáků. Je členem Weltunion der Verein für Deutsche Schäferhunde (česky Světová unie německých ovčáků, zkratkou WUSV).

### Současný chov a jeho problematika

Současný výstavní postoj s vyznačenými doporučenými úhly

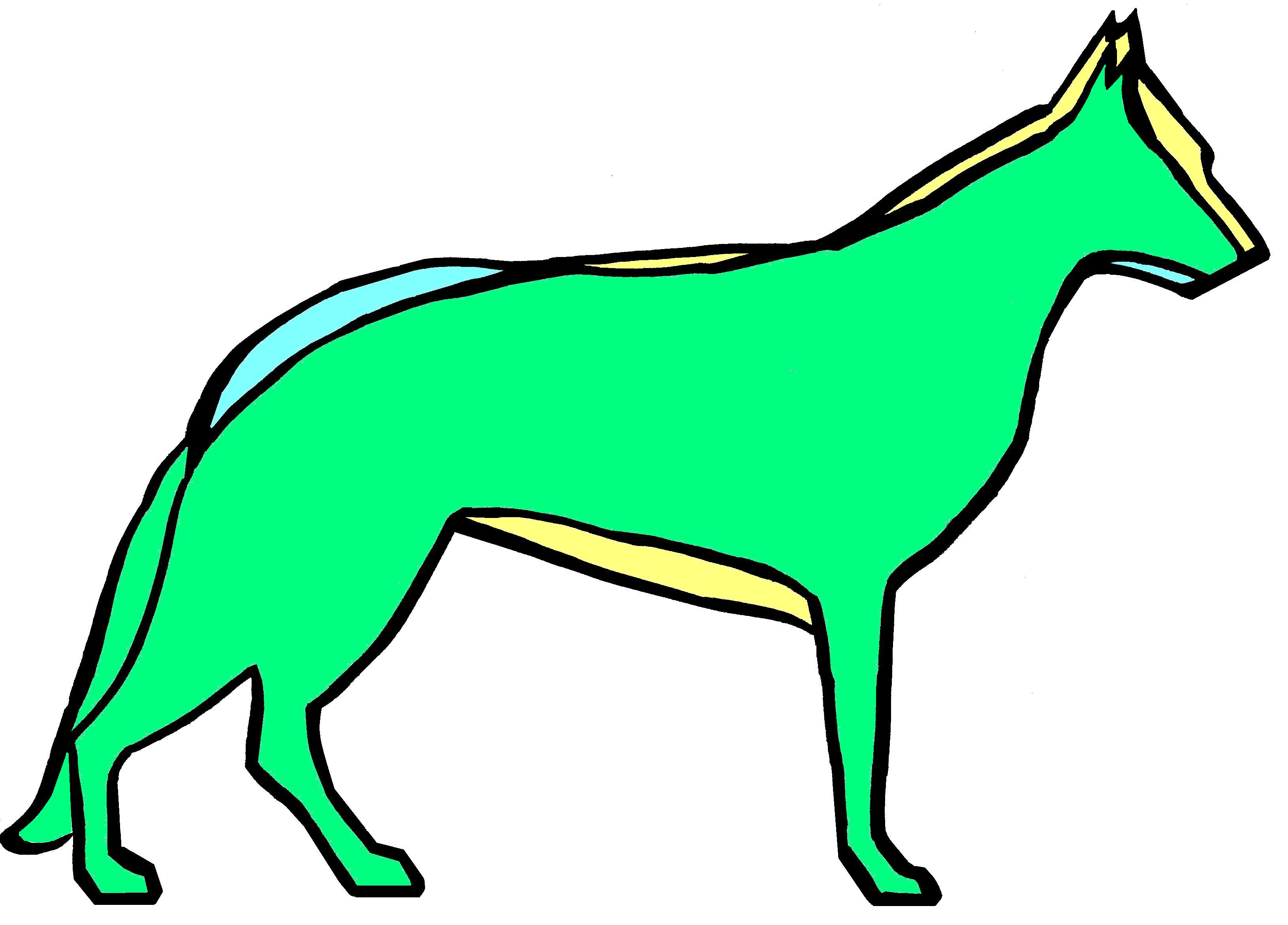
Porovnání tělesného rámce německého ovčáka: modře značen dřívější vzhled, žlutě současný

Současný šlechtitelský program je veden jednotlivými zastřešujícími kluby v každé zemi, nicméně existují i samostatné šlechtitelské programy. Jeden z nich, nazvaný Landespolizeischule für Diensthundführer, byl spuštěn v roce 2003 v Německu a je typický tím, že štěňata vyrůstají společně s cvičenými pracovními psy s dobrými výsledky.
Velké rozdíly lze pozorovat mezi evropskými a americkými německými ovčáky. Američtí němečtí ovčáci jsou totiž chováni prakticky čistě pro vzhled. Jsou větší, těžší, často s extrémně zaúhlenými končetinami a nemusí svůj temperament prokazovat při žádných zkouškách, takže se liší i povahově. Canadian Kennel Club a americké chovatelské kluby navíc považují za standardní i bílé zbarvení.
Běžně se rozlišují dvě linie: exteriérová a pracovní. Zatímco exteriérová se soustředí více na vzhled, který odpovídá standardu, pracovní jedinci jsou povahovými vlastnostmi vhodnější pro práci. Jedinci z první linie mívají zkosenější záď, jasnější barvy a zřetelné ohraničení například sedla, též jsou povahově mírnější. Kritiku za chovatelský program německých ovčáků si vysloužil například anglický Kennel Club, jelikož podporoval nepřiměřeně zkosenou záď a nezdravé postavení zadních končetin. V reakci na to v roce 2010 KC vydal stanovisko, dle kterého měli být nezdraví jedinci z výstavních kruhů rovnou vyloučeni.
I z důvodu množství zdravotních potíží německých ovčáků bylo ve druhé polovině 20. století vyšlechtěno plemeno shilohský ovčák, které vychází přímo z německých ovčáků, ale prezentuje se jako zdravější a vyrovnanější.
Dalším plemenem vyšlechtěným z německých ovčáků jsou bílí švýcarští ovčáci, kteří se liší prakticky pouze bílým zbarvením. Neméně známí jsou i českoslovenští vlčáci. Ti vznikli původně jako experiment Pohraniční stráže ČSSR, během kterého byla zkřížena fena vlka a pes německého ovčáka. V bývalém Sovětském svazu zase pro vojenské využití z NO vyšlechtili východoevropské ovčáky, kteří jsou větší, mají rovnější záď a jsou lépe přizpůsobeni pro arktické podmínky.

## Využití
Tito psi mají širokou škálu možných využití, od slepeckých psů, až po policejní nebo společníky. Konkrétně jde například o záchranu a vyhledávaní osob, vyhledávání výbušnin, narkotik nebo urychlovačů hoření při požárech. Během první světové války byli využíváni i pro vyvádění oslepených nebo zraněných vojáků z bojiště, což pak vedlo i ke cvičení prvních slepeckých psů.
Především ve sportovním využití jsou jim ale velkými konkurenty belgičtí ovčáci malinois, kteří jsou rychlejší, temperamentnější a vytrvalejší. Například ve Spojených státech jsou z těchto důvodů u policie preferování malinoisové. Jako slepečtí psi se využívají již od 20. let 20. století, kdy vůbec poprvé pro tento účel začala psy trénovat Dorothy Harrison Eustis. Ta si pro výcvik vybrala pouze feny německých ovčáků, ačkoliv později bylo zjištěno, že se pro tuto práci více hodí labradorští retrívři, kteří nemají takové sklony k ochranářskému chování a lépe zvládají stres.

## Popularita
Němečtí ovčáci se těší velké popularitě na celém světě. Ta stoupala poměrně rychle: například v Kennel Clubu bylo v roce 1919 zaregistrováno pouze 54 jedinců. O sedm let později, v roce 1926, to bylo již více než osm tisíc. Od roku 1993 pak byli němečtí ovčáci třetím nejoblíbenějším plemenem ve Spojených státech, v roce 2010 se vyšvihli na druhou příčku.
Od roku 2011 byli němečtí ovčáci nejpopulárnějším psím plemenem v Česku s nejvíce zaregistrovanými štěňaty. V závěsu za ním bylo jiné německé plemeno: jezevčíci. Za rok 2017 bylo v Českém klubu německých ovčáků zapsáno 722 vrhů, tedy 3885 jedinců. Dalších 81 bylo importováno. Oproti předchozím rokům je to pokles: v letech 2011–2015 bylo vždy zapsáno více než 4000 kusů. V roce 2015 dokonce 4862.

## Známí jedinci

### Umělecký průmysl
Němečtí ovčáci jsou populární i ve filmovém průmyslu. Důkazem toho je i Rin Tin Tin (1918–1932), který si za svůj život zahrál v sedmadvaceti hollywoodských filmech a má vlastní hvězdu na Hollywoodském chodníku slávy. Jeho potomek Rin Tin Tin Jr. si též zahrál v několika snímcích. Za předchůdce Rin Tin Tina je považován německý ovčák s policejním výcvikem Strongheart, který též zazářil v němých filmech a získal si slávu. Oba mají hvězdu na Hollywoodském chodníku slávy.
Z fiktivních psů lze zmínit například postavu Šarika z románu a seriálu Čtyři z tanku a pes. Německý ovčák je také hlavním hrdinou rakouského kriminálního seriálu Komisař Rex, který později odkoupila italská televize. Seriál sleduje řešení případů vražd vídeňskou, později římskou kriminálkou, a v roce 2013 vznikl i celovečerní spin-off film Komisař Rex – doba ledová (v originále Kommissar Rex – Eiszeit).
V komiksech od DC také německý ovčák Ace doprovází Batmana a Robina. Poprvé se objevil v dílech z roku 1955 a později spíše sporadicky.

### Vojenství a propaganda
Mimo zábavní průmysl vlastnil německého ovčáka například Adolf Hitler. Často se nechával fotografovat s různými zvířaty, převážně psy, a měl i svého oblíbeného: fenu Blondi. Ta pocházela z chovatelské stanice ze slezských Kravař a hrála vlastní roli i v nacistické propagandě. Hitler ji nechal otrávit cyankáli v den své sebevraždy. Německé ovčáky vlastnili například i Hindenburg, Ludendorff a Himmler.
Německý ovčák Antis je jediným psem, o kterém je známo, že za druhé světové války létal v bombardéru. Jako kmenový příslušník 311. československé bombardovací perutě byl vyznamenán i medailí Marie Dickinové. Další mediálně známý zástupce plemene s vojenským výcvikem je Athos, český pes cvičený pro vyhledávání výbušnin v Afghánistánu. V roce 2012 jej těžce zranil výbuch tálibánské rakety, zranění ale přežil.

## Vzhled

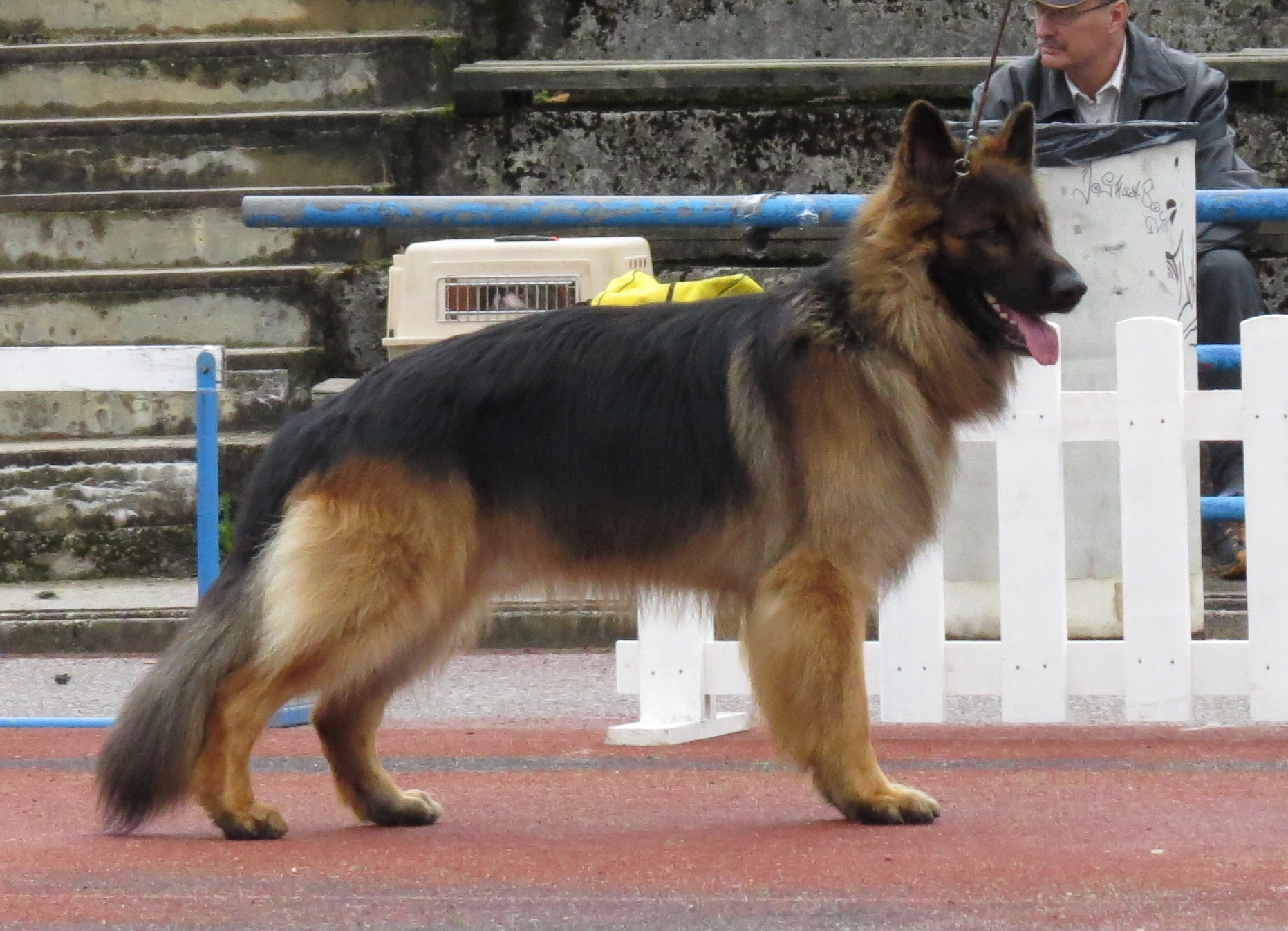
Dlouhosrstý německý ovčák na výstavě v Tallinnu v Estonsku

Němečtí ovčáci jsou středně velcí, robustně stavění a mohutní psi. Tělo má obdélníkový formát a je dobře osvalené. Hmotnost u dospělých psů (samců) se pohybuje mezi 30 a 40 kg, u fen je to 22 až 32 kg. Psi měří v kohoutku 60–65 cm, feny 55–60 cm. Obvod krku se pohybuje mezi 50 a 70 cm, délka hřbetu mezi 65 a 75 cm. Uznávaná zbarvení jsou černé s červenohnědými, hnědými, žlutými nebo světle šedými znaky, celočerné nebo vlkošedé a vlkošedé s černým sedlem a maskou.
Hlava má klínovitý tvar, mírně klenuté čelo a dobře vyvinutou horní a dolní čelist. Poměr mezi temenem a obličejovou části by měl být 1:1, Šířka temene by měla odpovídat jeho délce. Uši by měly být středně velké, vzpřímené a natočené dopředu. Pokud jsou v klidu složené, není to považováno za chybu. Oči mají mít co nejtmavší barvu a jsou středně velké, mandlovitého tvaru. Světlá barva je nežádoucí. Nosní houba musí být černá, chrup úplný s nůžkovým skusem. Klešťový skus a další vady, jako je předkus a podkus, jsou nežádoucí.
Krk je silný, bez visící kůže a s dobře vyvinutým osvalením. Hřbet je slabě spadající a napojuje se na něj též mírně klenutá záď. Hrudník by měl být úměrně široký, sudovitý tvar je nežádoucí. Ocas dosahuje minimálně k hleznům a psi ho nosí svěšený. Srst na jeho spodní straně bývá o něco delší, než na zbytku těla. Hrudní končetiny musí být rovné, ramena a lopatky jsou stejné délky a svírají úhel mezi 90 až 110 °. Tlapy by měly být dobře klenuté, s tmavými polštářky i drápy.
Jako těžká vada je uváděn nedostatek pigmentace. Dále i špatné postavené nebo nepevné uši a vady chrupu. Vylučující vady jsou albinismus, bílá barva srsti a výšková výchylka od standardní výšky 1 a více cm. Řadí se sem i jakékoliv výrazné odchylky od standardu a povahově nevyrovnaní jedinci.
V letech 2008 a 2009 proběhly schůze klubu Der Verein für Deustche Schäferhunde, na základě kterých byla podána žádost na Mezinárodní kynologickou federaci (FCI) o změnu standardu. Konkrétně se jednalo o uznání dlouhosrsté varianty. FCI s návrhem souhlasila a od roku 2011 jsou dlouhosrstí jedinci považováni za varietu německého ovčáka a lze je uchovnit. Jedinci této varianty by měly mít delší, měkkou a nepřiléhající srst, chlupy mohou být vlnité. Podstatně delší srst se tvoří na bedrech, uších a zadní straně nohou. Na ocase tvoří prapor. Krátkosrstí jedinci by měli mít co nejhustší pesíky a rovné a přiléhající chlupy. Na krku je srst delší a na zadních nohou tvoří kalhoty.

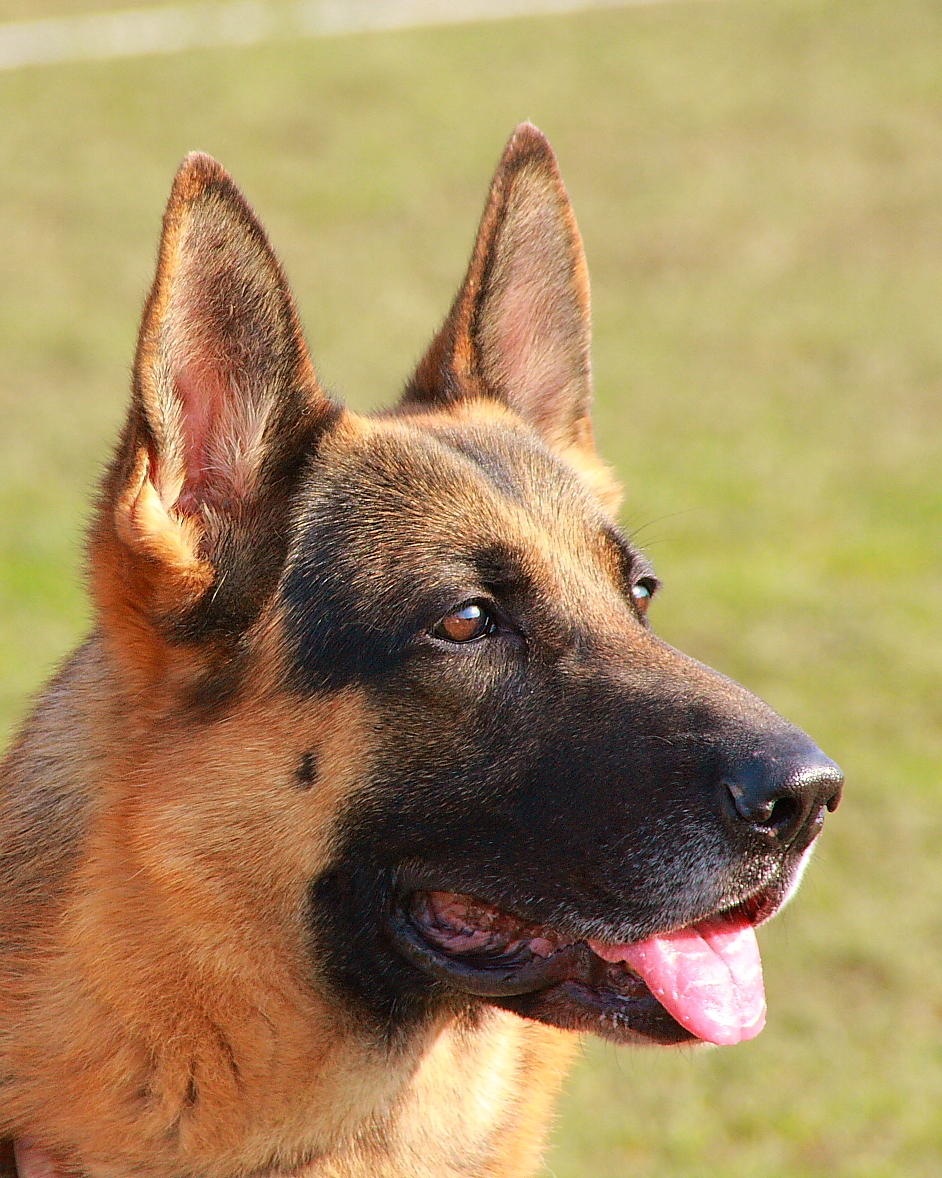
Hlava dospělého jedince
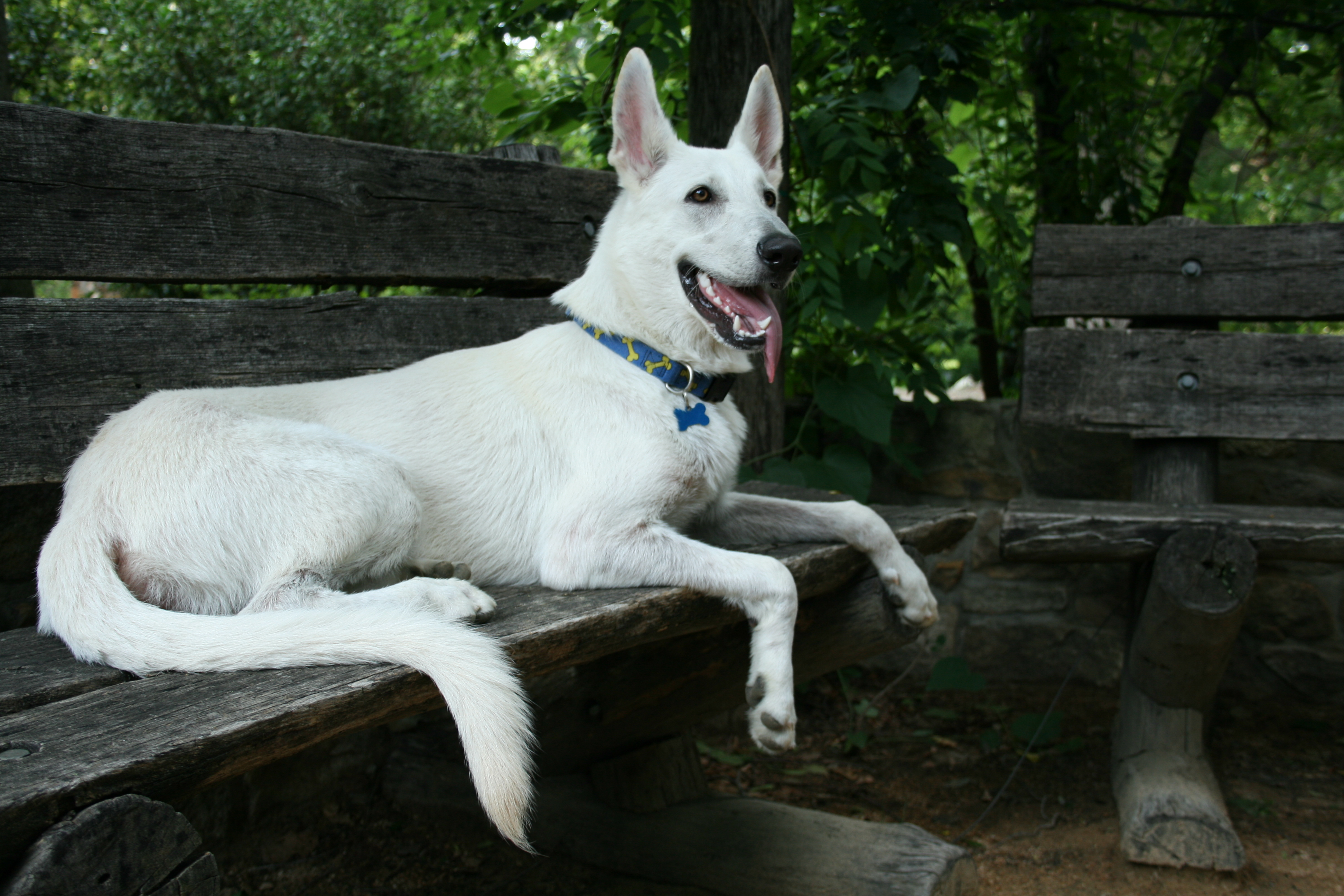
Několikaměsíční bílé štěně německého ovčáka
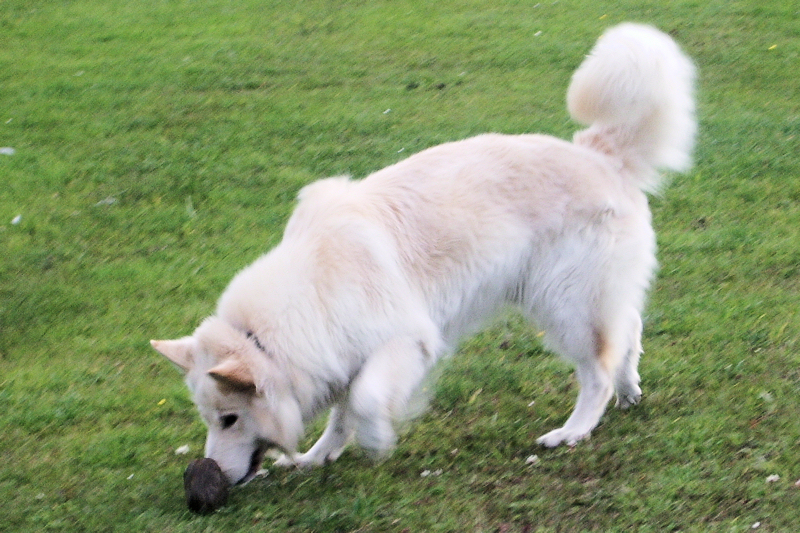
Dlouhosrstý bílý pes
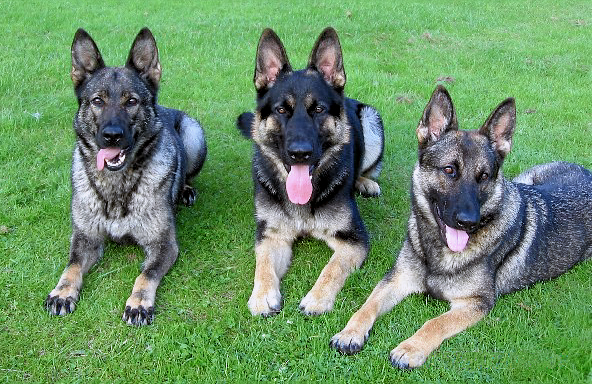
Skupina tří vlkošedých psů
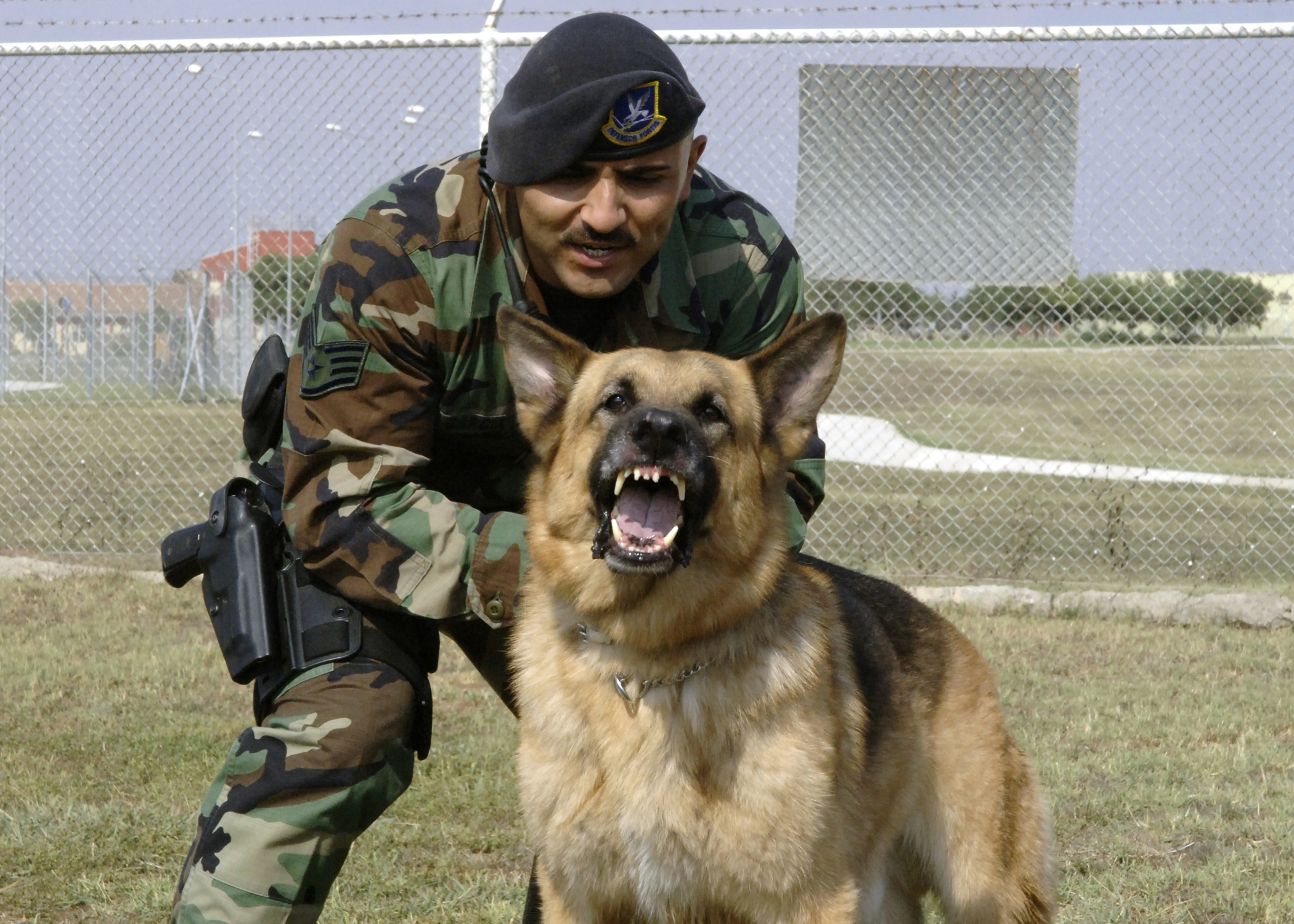
Vojenský pes při nácviku obrany
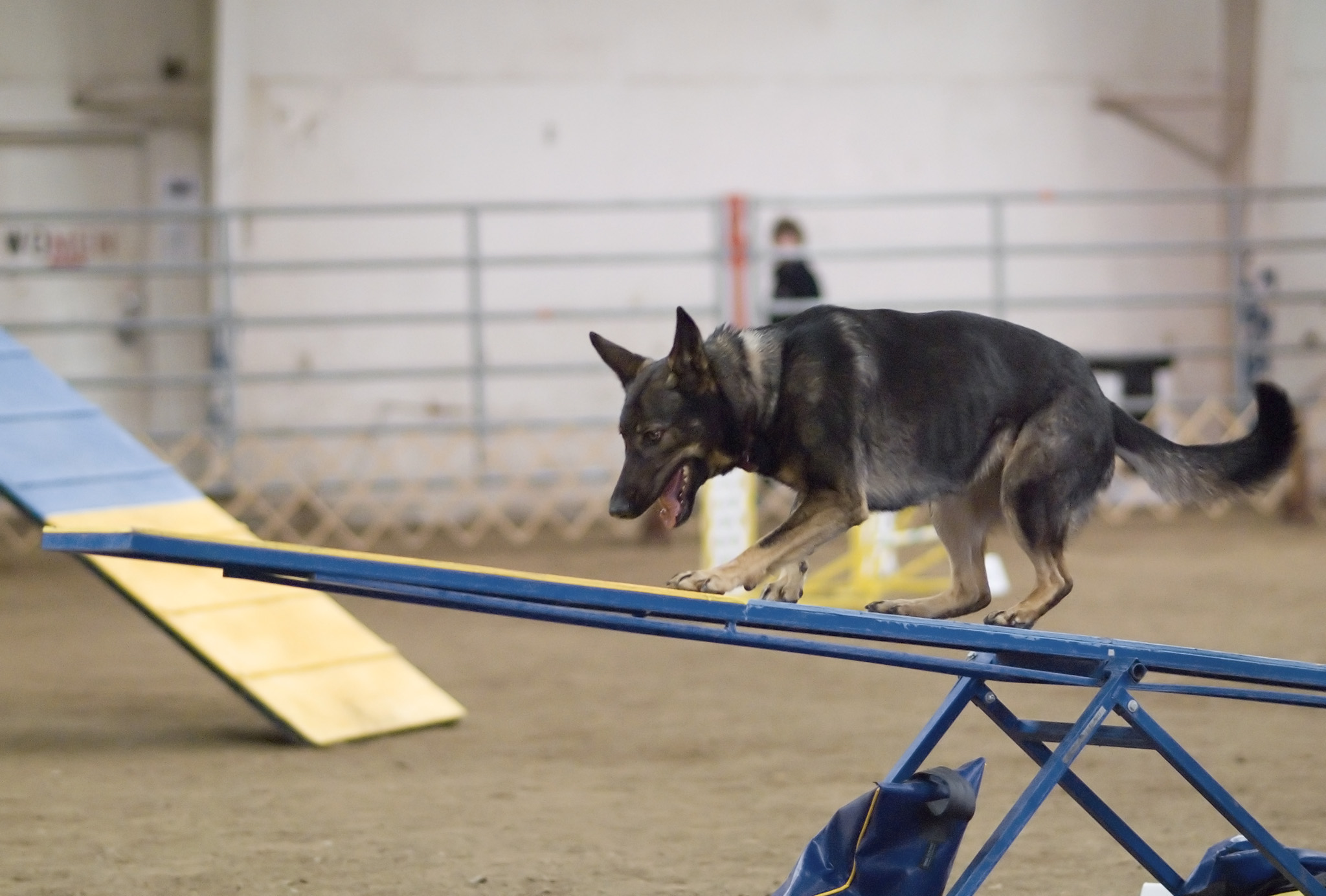
Německý ovčák při agility

### Podobná plemena
Němečtí ovčáci mohou být zaměněni s československými vlčáky, kterým jsou přímými předky. Liší se od sebe zřejmými vlčími znaky: vlčáci mají šikmé jantarové oči, převážně šedé zbarvení a menší uši. Podobné je to se vzácnějšími saarlosovými vlčáky, kteří pochází z vlků a jsou podobní jako českoslovenští vlčáci. Z ovčáků je možné je zaměnit za belgické malinoise, nicméně němečtí ovčáci mají mohutnější stavbu a typické zbarvení.

## Charakter a péče

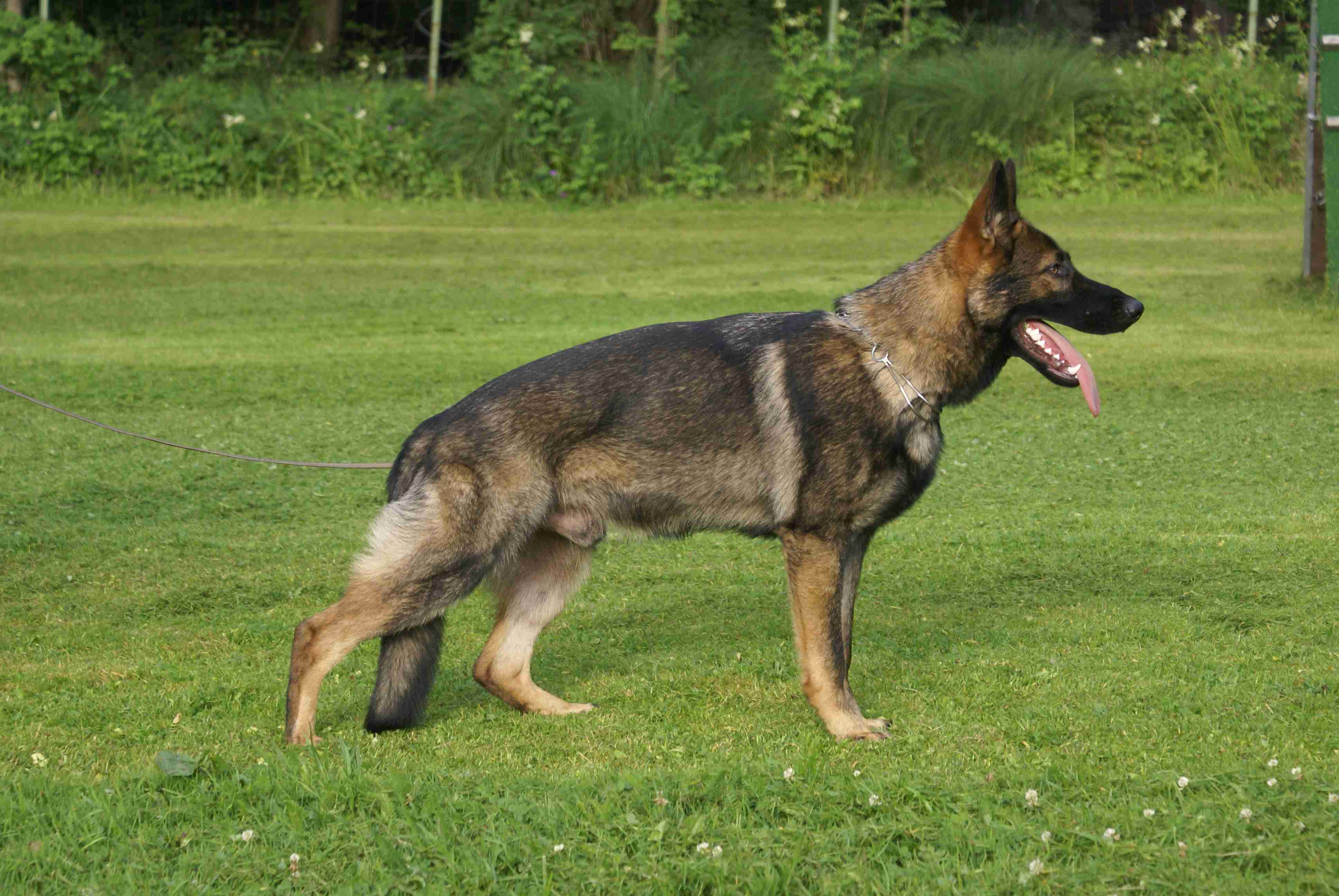
Osmiměsíční vlkošedý pes

Standard uvádí, že němečtí ovčáci „musí být povahově vyrovnaní, pevných nervů, sebevědomí, absolutně přirození (s výjimkou vydráždění), zcela dobromyslní, ale pozorní a ovladatelní.“ Obecně jsou tito psi temperamentní a pracovití, dokáží se dobře přizpůsobit různým podmínkám. Jsou vhodní jako rodinní psi a zároveň jako hlídací. Díky své učenlivosti se hodí pro různé psí sporty a bývají uváděni jako jedni z nejinteligentnějších psích plemen (společně například s border kolií). Jejich inteligenci zkoumal v 90. letech 20. století Stanley Coren, který německé ovčáky umístil ve svém žebříčku, publikovaném v knize The Intelligence of Dogs, na třetí příčku. Před ně se dostali pouze border kolie a pudlové. Coren zjistil, že němečtí ovčáci si dokáží základní povel zapamatovat již po pátém provedení a příkaz napoprvé provedou v 95 % případů.
K cizím je rezervovaný, ovšem své rodině je velmi oddaným a neúplatným společníkem. Jsou nadaní na čichové práce a dobře vychází i s jinými domácí zvířaty. Naopak nejsou příliš nadaní na pastevecké práce, ačkoliv stáda před predátory hlídat umí.
Dle studie provedené v roce 1999 v Austrálii na tamějších psech byl německý ovčák třetím nejútočnějším plemenem. Při zohlednění počtu psů se ale posouvá až na 38. pozici. Podle studie publikované v Applied Animal Behaviour Science v roce 2008 se z 292 zúčastněných německých ovčáků 13 z nich zachovalo agresivně k cizincům, 6 k vlastnímu majiteli a 48 k jiným psům. Studie také poukázala na to, že ačkoliv u mnoha plemen je agrese vedená strachem, například u greyhoundů, u německých ovčáků tomu tak nebývá.
Charakteristickou povahu musí každý chovný pes prokázat na bonitační zkoušce pořádané oficiálním zastřešujícím klubem. Její součástí, v případě zkoušky pořádané Českým klubem německých ovčáků, je například střelba z pistole, která prověří bázlivost, nebo fingovaný útok figurantem.
Němečtí ovčáci jsou vhodní pro zkušenější chovatele, kteří jsou schopni svým psům nabídnout dostatek pohybu a zábavy. Musí se jim věnovat a základní výcvik a výchova jsou nutností. Snadno se přizpůsobí nízkým teplotám a pobytu v bytě i venku, nicméně při chovu v bytě je nutné věnovat zvýšenou pozornost neustále línající srsti. Hustá srst vyžaduje občasné česání, pokud má být kvalitní a vhodná například pro předvedení na výstavě, tak každodenní. Obzvláště v době línání, které probíhá u všech plemen s podsadou dvakrát ročně, je nutné věnovat jí zvýšenou pozornost.
Vrhy německých ovčáků bývají poměrně početné: okolo 10 štěňat.

## Zdraví
Němečtí ovčáci jsou zatíženi asi padesáti dědičnými chorobami. Tak vysoké číslo je pravděpodobně způsobeno příbuzenskou plemenitbou, ke které hojně docházelo hlavně při utváření plemene. Jsou náchylní především k dysplazii loketního (DLK) a kyčelního kloubu (DKK), která je, v těžkém stadiu, důvodem i pro vyloučení z chovu. V Česku se ze zdravotního hlediska testuje pouze DKK, od ledna 2009 je navíc nutné i odebrání vzorků DNA. Častěji než u jiných plemen se u nich vyskytuje i hemofilie A, porucha srážlivosti krve, a von Willebrandova nemoc, která též může být dědičná a způsobuje krvácivé stavy. Mezi další časté choroby patří epilepsie, exokrinní pankreatická nedostatečnost (porucha trávení), chronická degenerativní radiculomyelopatie (CDRM, postupné ochrnutí zadních nohou bez známé příčiny) a dwarfismus. Často trpí i na otevřenou Botallovu dučej, vrozenou srdeční vadou (PDA) nebo cystadenokarcinom, tedy maligním typem nádoru. Německý ovčák je často spojován s nodulární dermatofibrózou, dědičnou chorobou projevující se tvořením otoků, které poté vedou k rakovině.
Z akutních onemocnění je u německých ovčáků častá torze žaludku, které se dá předejít rozdělením denní krmné dávky na menší části; dvě nebo tři.
Dožívají se deseti až dvanácti let, ačkoliv například American Kennel Club (AKC) uvádí pouze sedm až deset.